# Lucinges
Lucinges település Franciaországban, Haute-Savoie megyében. Lakosainak száma 1709 fő (2022. január 1.). Lucinges Bonne, Cranves-Sales, Fillinges és Saint-André-de-Boëge községekkel határos.

## Népesség
A település népességének változása:
| Lakosok száma | 1630 | 1641 | 1699 | 1625 | 1617 | 1607 | 1594 | 1600 | 1709 |
|               | 2013 | 2015 | 2016 | 2017 | 2018 | 2019 | 2020 | 2021 | 2022 |